# Trolleybus de Shanghai
 (juin 2017).
Si vous disposez d'ouvrages ou d'articles de référence ou si vous connaissez des sites web de qualité traitant du thème abordé ici, merci de compléter l'article en donnant les références utiles à sa vérifiabilité et en les liant à la section « Notes et références ».
Le trolleybus de Shanghai est un des plus vieux réseaux de trolleybus au monde encore en service, desservant la ville de Shanghai, en Chine.

## Historique
Introduit à Shanghai via les concessions étrangères, Shanghai comptait parmi les grands réseaux de trolleybus au monde.
En 2017, le réseau comptait 13 lignes.
| Ligne     | Tracé | Longueur            |
| --------- | --- | ------------------- |
| 06路 0(6) | Changbai Road / Tumen Road – Wujin Road / North Henan Road                                                          | 08,925 km           |
| 08路 0(8) | Songpan Road / Yangshupu Road – Sanmen Road / Shiguang Road                                                         | 07,655 km           |
| 13路 (13) | Tilanqiao – Zhongshan Park Metro Station                                                                            | 12,305 km           |
| 14路 (14) | Jiangpu Road / North No.2 Zhongshan Road – Dongxinqiao                                                              | 09,450 km           |
| 15路 (15) | North Zhejiang Road / East Tianmu Road – Shanghai Stadium                                                           | 10,575 km           |
| 19路 (19) | Putuo Road / Jiangning Road – Tangshan Road / Tongbei Road                                                          | 10,500 km           |
| 20路 (20) | Jiujiang Road / Bund – Zhongshan Park                                                                               | 07,700 km           |
| 22路 (22) | Changbai Road / Tumen Road – Minhang Road / Changzhi Road                                                           | 08,831 km           |
| 23路 (23) | South No.1 Zhongshan Road / Xizang Road – Xinkang Li                                                                | 09,850 km           |
| 24路 (24) | Doushi Street / East Fuxing Road – Changshou Village                                                                | 10,184 km           |
| 25路 (25) | Pingliang Road / Jungong Road – Zhapu Road / North Suzhou Road                                                      | 10,860 km           |
| 28路 (28) | Baotou Road / Nenjiang Road – Tilanqiao                                                                             | 11,875 km           |
| 71路 (71) | East Yan'an Road / Bund – Shenkun Road Bus Terminal Ligne partielle: North Huangpi Road - Shenkun Road Bus Terminal | 17,500 km 15,500 km |

## Réseau actuel

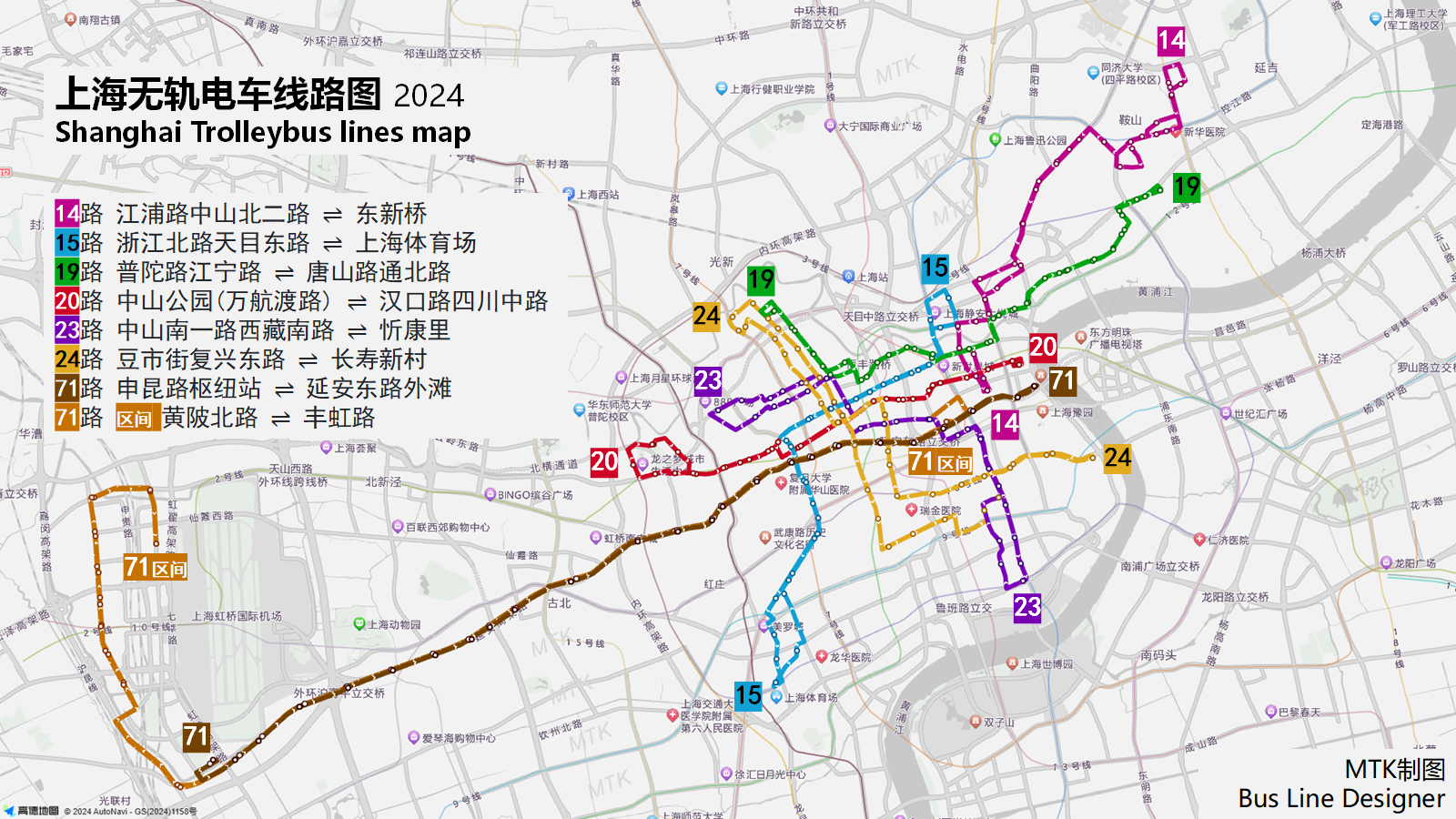
Réseau de trolleybus de Shanghai en 2024

À la suite d'une réorganisation des lignes en 2021, Shanghai compte aujourd'hui 7 lignes de trolleybus, dont 1 ligne en site propre.

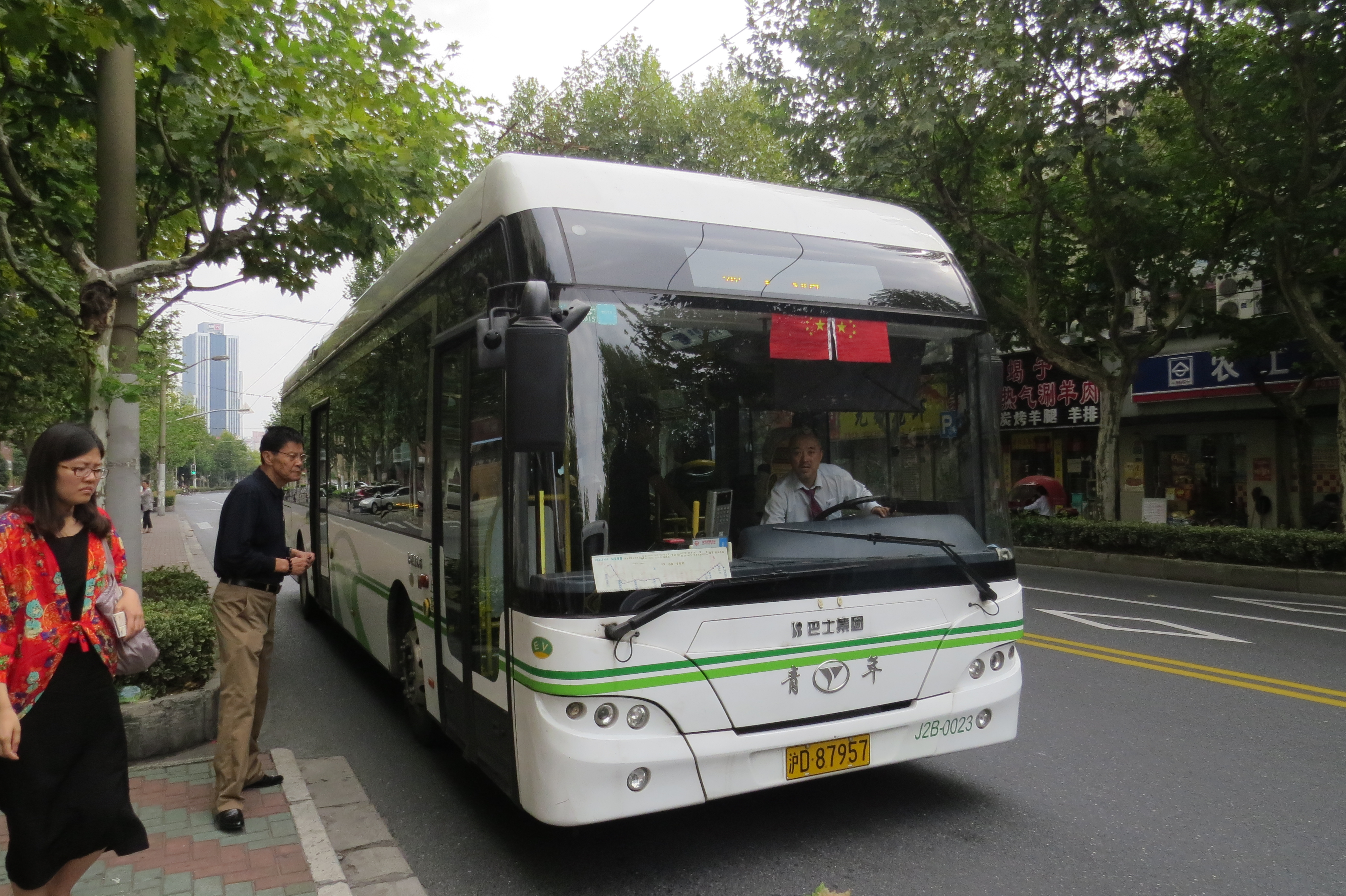
Trolleybus de la ligne 13.

| Ligne     | Tracé | Longueur            |
| --------- | --- | ------------------- |
| 14路 (14) | Jiangpu Road / North No.2 Zhongshan Road – Dongxinqiao                                                   | 09,450 km           |
| 15路 (15) | North Zhejiang Road / East Tianmu Road – Shanghai Stadium                                                | 10,575 km           |
| 19路 (19) | Putuo Road / Jiangning Road – Tangshan Road / Tongbei Road                                               | 10,500 km           |
| 20路 (20) | Jiujiang Road / Bund – Zhongshan Park                                                                    | 07,700 km           |
| 23路 (23) | South No.1 Zhongshan Road / Xizang Road – Xinkang Li                                                     | 09,850 km           |
| 24路 (24) | Doushi Street / East Fuxing Road – Changshou Village                                                     | 10,184 km           |
| 25路 (25) | Pingliang Road / Jungong Road – Zhapu Road / North Suzhou Road                                           | 10,860 km           |
| 71路 (71) | East Yan'an Road / Bund – Shenkun Road Bus Terminal Ligne partielle : North Huangpi Road - Shenhong Road | 17,500 km 15,500 km |